# إمي ماتسوي
إمي ماتسوي (باليابانية: 松井江美) هي منافسة ألعاب القوى يابانية، ولدت في 20 فبراير 1963.

## وصلات خارجية
- إمي ماتسوي على موقع الاتحاد الدولي لألعاب القوى (الإنجليزية)
- إمي ماتسوي على موقع اللجنة الأولمبية الدولية (الإنجليزية)
- إمي ماتسوي على موقع أوليمبيديا (الإنجليزية)